# Brotterode

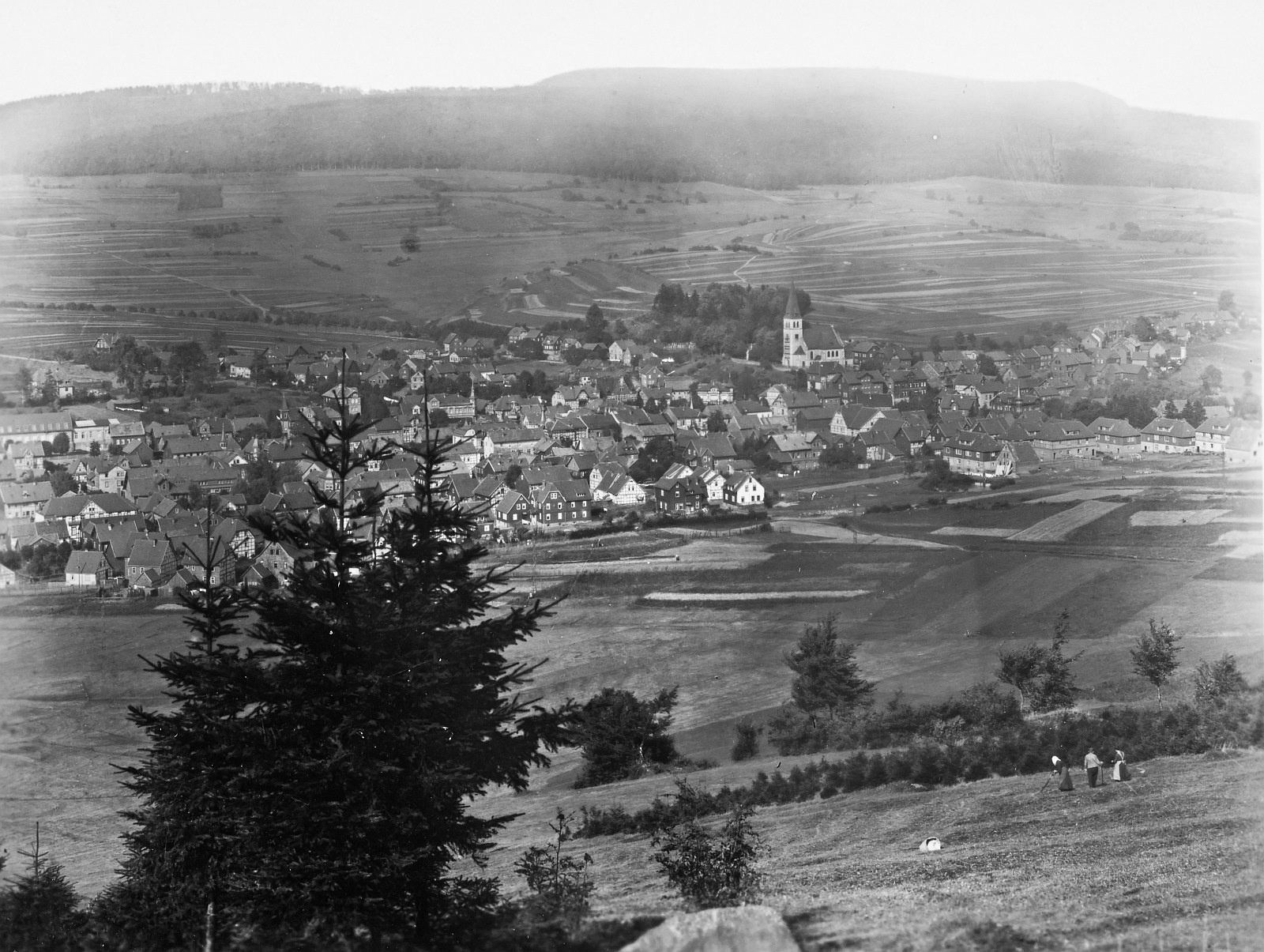
Brotterode um 1925

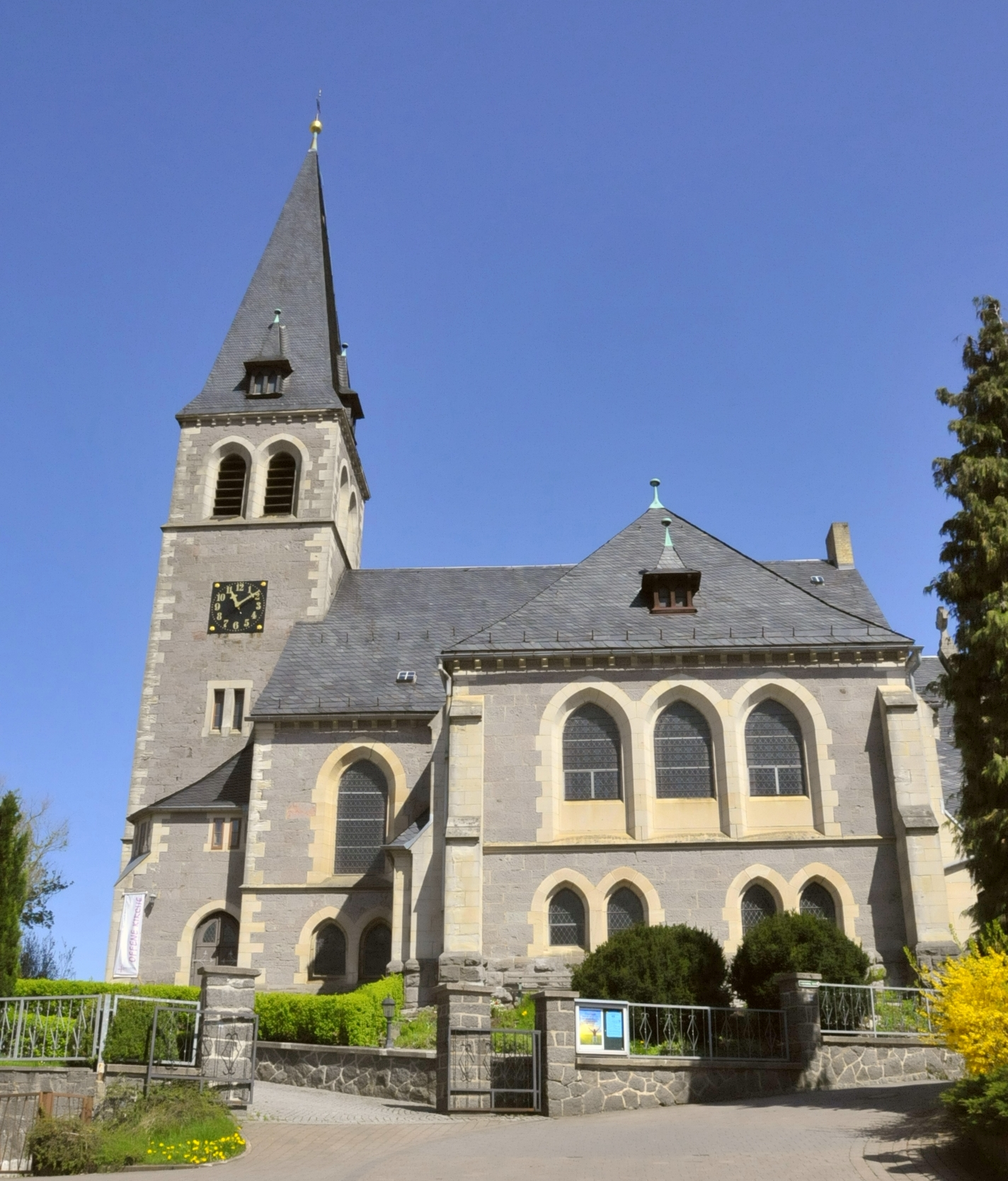
Kirche in Brotterode

Brotterode war eine selbständige Stadt in Thüringen, die am 1. Dezember 2011 im Zuge einer Gebietsreform mit der Gemeinde Trusetal zur neuen Stadt Brotterode-Trusetal im Landkreis Schmalkalden-Meiningen zusammengeschlossen wurde und heute ein Teil dieser neu gebildeten Kommune ist.

## Geografie
Brotterode liegt im Thüringer Wald am Fuße des Großen Inselsberges, unmittelbar am Rennsteig zwischen Bad Tabarz und Trusetal am Oberlauf der Truse.

## Geschichte

### Mittelalter und Frühe Neuzeit
Die erste urkundliche Erwähnung des Ortes war am 27. April 1039 als Brunwardesrot. Der Ort war wahrscheinlich um 1360 Sitz einer Vogtei mit einer später fast vollständig verschwundenen Burg Brotterode. Die um 1390 unter hennebergischem Patronat stehende Kirche gehörte zum Erzbistum Mainz. Im Verband der Herrschaft Schmalkalden kam Brotterode aus anfangs landgräflicher thüringischer Botmäßigkeit im späten Mittelalter unter hessisches und hennebergisches Kondominat und wurde 1583 ganz hessisch. Brotterode war Sitz des kleinen Amts Brotterode.

### 19. und 20. Jahrhundert
Während der französischen Besatzung (Franzosenzeit) von 1806 bis 1814 war Brotterode der namengebende Hauptort des Kantons Brotterode im napoleonischen Königreich Westphalen. Durch die Beschlüsse des Wiener Kongresses 1814/15 wurde das Kurfürstentum Hessen (Hessen-Kassel) restituiert, und mit der kurhessischen Verwaltungsreform wurde 1821 das Amtsgericht Brotterode im Kreis Schmalkalden eingerichtet.
Neben Holzverarbeitung waren Eisenbergbau und -verarbeitung seit dem Mittelalter heimisch, daraus entwickelten sich im 19. Jahrhundert die Kleineisenindustrie und Drahtzieherei, die Tabakverarbeitung und später die Fahrzeugelektrik.
Im Preußisch-Österreichischen Krieg wurde Brotterode am 24. Juni 1866 kurzzeitig von bayerischen Truppen besetzt. Da Kurhessen im Preußisch-Österreichischen Krieg auf der Verliererseite stand, wurde es 1866 mit dem Herzogtum Nassau und der Freien Stadt Frankfurt von Preußen annektiert und der Provinz Hessen-Nassau zugeordnet.
1895 hatte Brotterode 2358 Einwohner. Am 10. Juli 1895 wurden 729 von 842 Gebäuden des Ortes bei einem Großbrand zerstört, dabei kamen fünf Menschen ums Leben. Danach wurde Brotterode planmäßig wieder aufgebaut und erhielt Kanalisation.
Die Aufbauarbeiten wurden durch eine 600-mm-Heeresfeldbahn Brotterode–Wernshausen (die spätere Trusebahn) unterstützt, die am 11. Mai 1896 den Güterverkehr aufnahm. 1898 entstand mit der kreiseigenen Bahnstrecke Kleinschmalkalden–Brotterode eine Eisenbahnverbindung über Kleinschmalkalden nach Schmalkalden. Bereits 1964 wurde der Verkehr wieder eingestellt.
Seit etwa 1900 wird Brotterode als Sommerfrische oder Wintersportort aufgesucht. Der organisierte Wintersport begann 1905 mit der Gründung eines Vereins zur Förderung des Wintersports. Man konzentrierte sich insbesondere auf Skilanglauf, Bobfahren, Rennrodeln und Skispringen. Letzteres nahm mit dem Bau einer ersten Sprungschanze am Inselberg ab 1920 einen steilen Aufschwung. Mit dem Einspringer Otto Brandt nahm 1936 erstmals ein Brotteroder Wintersportler an den Olympischen Winterspielen teil.
1936 wurde Brotterode zur Stadt erhoben.
Während des Zweiten Weltkrieges mussten über 700 Kriegsgefangene sowie Frauen und Männer aus den von Deutschland besetzten Ländern Zwangsarbeit verrichten: im Werk IV der Firma Wissner in den Stollenwiesen, in der Bäckerei Wehner, in der Firma E.Schwarzkopf, in der Firma G.Malsch, in der Firma H.Schmauch, in der Firma L.Brandt, in der Stadtverwaltung, in der Forstwirtschaft und im Elektrizitätswerk.
Seit 1952 nahm der Ferienbetrieb einen starken Aufschwung und Brotterode entwickelte sich zu einem Zentrum des Wintersports.

### 21. Jahrhundert
Am 1. Dezember 2011 wurde die Stadt Brotterode in die Gemeinde Trusetal eingemeindet und die Gemeinde Trusetal in Stadt Brotterode-Trusetal umbenannt.

### Einwohnerentwicklung
Entwicklung der Einwohnerzahl (31. Dezember):
| - 1994: 3366 - 1995: 3318 (−1,45 %) - 1996: 3292 (−0,79 %) - 1997: 3274 (−0,55 %) - 1998: 3273 (−0,03 %) - 1999: 3250 (−0,71 %) | - 2000: 3198 (−1,63 %) - 2001: 3191 (−0,22 %) - 2002: 3136 (−1,75 %) - 2003: 3094 (−1,36 %) - 2004: 3053 (−1,34 %) - 2005: 3010 (−1,43 %) | - 2006: 2959 (−1,72 %) - 2007: 2900 (−2,03 %) - 2008: 2842 (−2,04 %) - 2009: 2797 (−1,58 %) - 2010: 2750 (−1,71 %) |

mittlere Veränderung pro Jahr seit 1994: ∅ = −38,5 (−1,27 %)
(Datenquelle: Thüringer Landesamt für Statistik)

## Wappen
Blasonierung: „In Grün zwei gekreuzte goldene Berghämmer (Schlägel und Eisen), belegt mit einem goldenen Meißel.“
Die heutige Form des Wappens wurde am 16. Januar 1950 angenommen. Das Wappenmotiv erschien erstmals 1726 auf einem Siegel mit der Umschrift AMT UND ZENTH BROTROT.

## Städtepartnerschaften
- Bad Vilbel, Deutschland
- Saint-Martin-le-Vinoux, Frankreich

## Kultur und Sehenswürdigkeiten
Brotterode ist ein staatlich anerkannter Erholungsort.

### Kultur
In den 1930er Jahren war hier der sächsische Pädagoge und Dichter Fritz Deubner als Rektor der Schule tätig. Er wurde als Autor zahlreicher Gedichte und Kurzgeschichten bekannt.

### St.-Nikolaus-Kirche
Im Jahre 1895 wütete ein Brand im Dorf, dem fast alle Häuser zum Opfer fielen, auch die barocke Kirche. Kaiserin Auguste Viktoria unterstützte den 1898–1900 ausgeführten Neubau einer Kirche mit 1000 Plätzen. Es entstand ein neugotischer Kirchenraum mit eindrucksvollen Altarfenstern: In der Mitte der einladende Christus im roten Gewand der Liebe. Links davon Petrus in blau-violettem Gewand (steht für Glaube), und rechts Paulus im grünen Gewand (steht für Hoffnung).

### Naturdenkmale
Der Rennsteig markiert die nördliche Gemarkungsgrenze von Brotterode, in seinem Verlauf trifft man auf die Beerberggrotte, sie befindet sich im Westhang des Beerbergstein.

### Sport

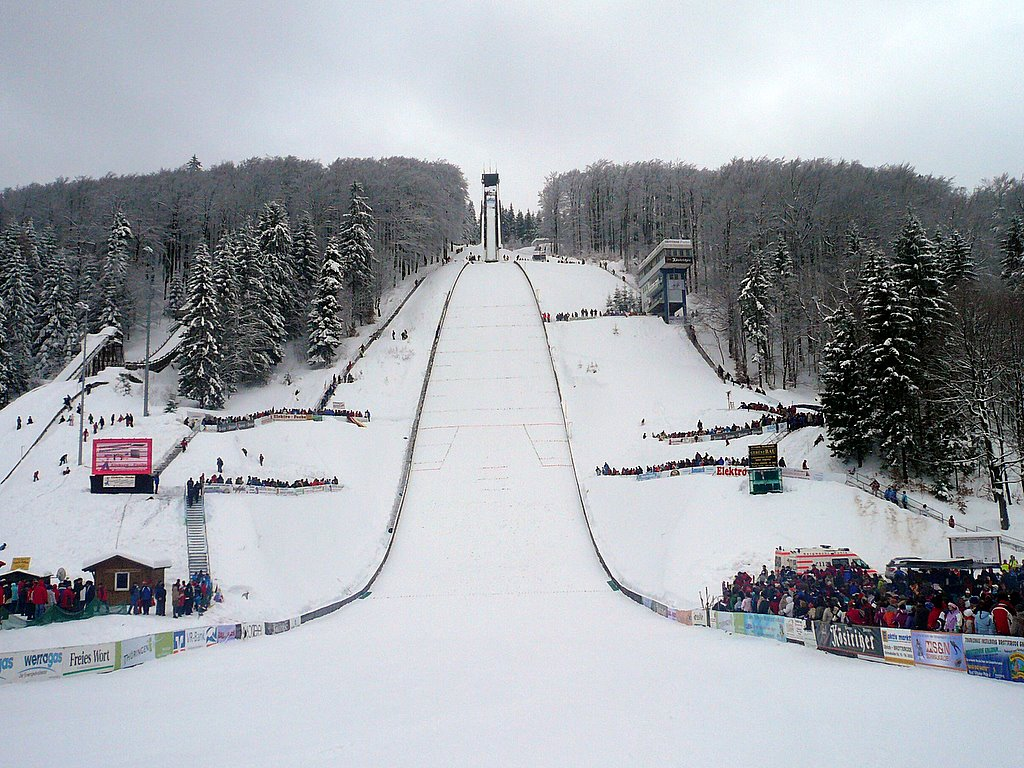
Inselbergschanze

Durch seine Skisprungschanze, die Inselbergschanze, auf der jährlich ein internationales Springen stattfindet, ist Brotterode als Wintersportort bekannt. Zahlreiche Skispringer und andere Wintersportler aus Brotterode waren national und international erfolgreich:
- Werner Lesser (viermaliger deutscher Meister, zweimaliger Olympiateilnehmer 1956 und 1960)
- Dieter Neuendorf (Olympiateilnehmer Innsbruck 1964 und Grenoble 1968)
- Dieter Bokeloh (Olympiateilnehmer Innsbruck 1964)
- Kurt Schramm (Olympiateilnehmer Innsbruck 1964)
- Manfred Wolf (Olympiateilnehmer Sapporo 1972)
- Hans-Georg Aschenbach (Olympiateilnehmer Sapporo 1972, Goldmedaille Olympische Winterspiele 1976, Gesamtsieger der Vierschanzentournee 1973/1974)
- Dietmar Aschenbach (Olympiateilnehmer Innsbruck 1976)
- Axel Lesser (Olympiateilnehmer Innsbruck 1976)
- Jochen Danneberg (Silbermedaille Olympische Winterspiele 1976, Teilnehmer in Lake Placid 1980)
- Martin Weber (Olympiateilnehmer Lake Placid 1980)
- Ralph Gebstedt (Weltcupsieger 1991)

Heute befindet sich in Brotterode das Leistungszentrum zur Nachwuchsgewinnung für Skispringer. Zudem finden jährlich Hornschlittenrennen statt. In den Jahren 2003 und 2006 fielen die Wintersportaktivitäten wegen Schneemangels aus.

## Söhne und Töchter des Ortes
(Zu den Wintersportlern aus Brotterode siehe vorhergehenden Abschnitt)
- Simon Malsius (1585–1648), Jurist und Kanzler deutscher Kleinstaaten
- Andreas Wiß (1788–1816), Dichter
- Elias Fuchs (1790–1850), Bürgermeister und Mitglied der kurhessischen Ständeversammlung
- Bernhard Schwarzkopf (1825–1896), Bürgermeister und Mitglied der kurhessischen Ständeversammlung
- Ferdinand Breunung (1830–1883), Pianist und Organist sowie Dirigent und langjähriger Musikdirektor in Aachen
- Theodor Ilgen (1854–1924), Historiker und Archivar
- Otto Klepper (1888–1957), Jurist und Politiker (DNVP, DDP/DStP, später parteilos)
- Oswin Puttrich-Reignard (1906–1942), Archäologe
- Dietrich Franke (1943–2012), Jurist